# Cattedrali in Martinica
Questa è una lista delle cattedrali a Martinica.

## Cattedrali cattoliche
| Cattedrale                                      | Arcidiocesi o Diocesi         | Località       | Dedicazione         | Immagine |
| ----------------------------------------------- | ----------------------------- | -------------- | ------------------- | -------- |
| Cattedrale di San Luigi                         | Arcidiocesi di Fort-de-France | Fort-de-France | Luigi IX di Francia |          |
| Concattedrale di Nostra Signora dell'Assunzione | Arcidiocesi di Fort-de-France | Saint-Pierre   | Assunzione di Maria |          |